# Drevljanen

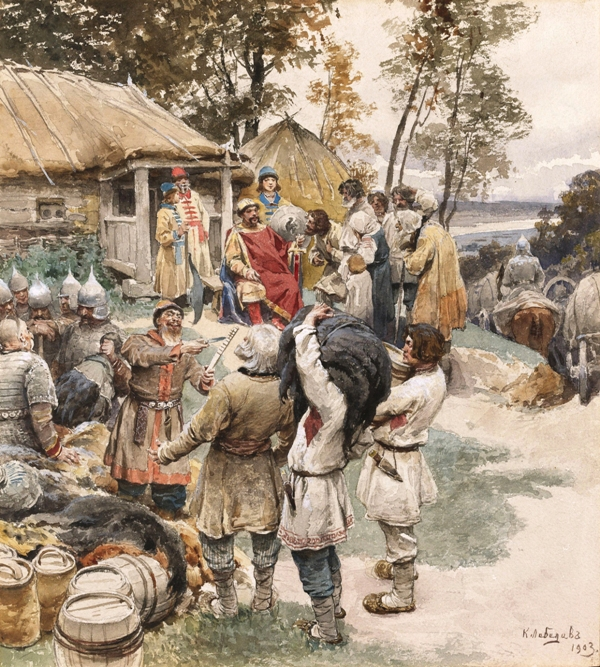
Igor ontvangt tribuut van de Drevljanen
Schilderij van Klavdi Lebedev

De Drevljanen (Oekraïens: Деревляни, Derevljany, Russisch: Древляне, Drevljane) waren een Slavische stam die van de 6e tot de 10e eeuw in Polesië en Rechteroever-Oekraïne woonde, ten westen van de Poljanen en aan de rivieren Teteriv, Oezj, Oebort en Stviga. In het westen reikte het woongebied tot de Sloetsj, waar de Wolynjanen en Boezjanen woonden. Ten noorden woonden de Dregovitsjen.

## Etymologie
De naam van de stam is afgeleid van het Slavische woord древо of дерево (drevo of derevo), wat "boom" of "woud" betekent, ofwel "Woudbewoners". Volgens de Nestorkroniek woonden de Drevljanen "als dieren in het woud". Ze doden elkaar en aten onreine dingen. Ze ontvoerden jonge vrouwen en kenden geen huwelijk.

## Schatplicht

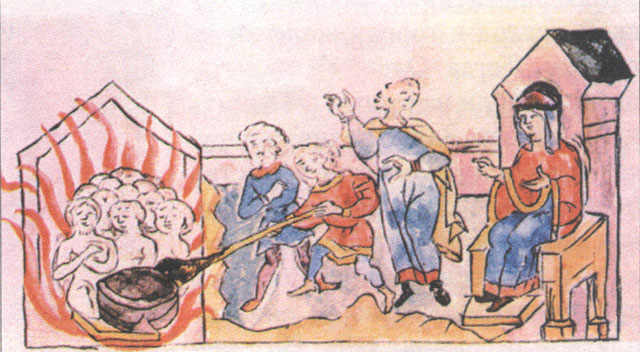
De wraak van Olga
Radziwiłłkroniek, 15e eeuw

De Drevljanen verzetten zich heftig tegen de pogingen van het Kievse Rijk hen te annexeren. Volgens een aantal kronieken hadden de Drevljanen hun eigen vorsten en waren vaak in oorlog met de Polanen. In 883 onderwierp Oleg de Wijze de Drevljanen aan het Kievse Rijk. In 907 namen de Drevljanen deel aan de militaire campagne van het Kievse Rijk tegen het Byzantijnse Rijk. Na de dood van Oleg in 912 betaalden de Drevljanen geen tribuut meer. De Varjagische krijgsheer Sveneld maakte de Drevljanen aan hemzelf schatplichtig. Olegs opvolger Igor van Kiev probeerde om na Sveneld tribuut te heffen, maar de Drevljanen kwamen in opstand en doodden hem in 945. Igors weduwe Olga van Kiev nam wraak op de Drevljanen door hun hoofdstad Iskorosten (het huidige Korosten) en andere steden tot de grond af te branden en hun adel en vertegenwoordigers te doden. Volgens de legenden werden bij de grafheuvel van Igor 5000 Drevljanen ter dood gebracht. Na hun onderwerping maakte Olga hun grondgebied tot een apanage van Kiev met het centrum in Vroetsjy (het huidige Ovroetsj). De laatste vermelding van de Drevljanen was in een kroniek van 1136, toen hun land door Jaropolk II als een geschenk aan de Kerk van de Heilige Maagd van de Tienden werd gegeven.

## Archeologie
Archeologisch maakten ze deel uit van de Loeka-Rajkycultuur. De Drevljanen lieten veel archeologische sporen achter, zoals agrarische nederzettingen met kuilwoningen, begraafplaatsen met en zonder grafheuvels, versterkte steden zoals Vroetsjy en Gorodsk nabij Malyn (vermoedelijk de residentie van de Drevljaanse vorst Mal) en anderen. De belangrijkste stad van de Drevljanen was Iskorosten, waar men nog steeds een groep van compacte oude nederzettingen kan zien. Tegen het einde van het eerste millennium waren de Drevljanen goed ontwikkeld in landbouw en handwerk.